# Магалија (Калифорнија)
Магалија (енгл. Magalia) насељено је место без административног статуса у америчкој савезној држави Калифорнија.

## Демографија
По попису из 2010. године број становника је 11.310, што је 741 (7,0%) становника више него 2000. године.
| Група             | 2000.         | 2010.         |
| Белци             | 9.611 (90,9%) | 9.893 (87,5%) |
| Афроамериканци    | 43 (0,4%)     | 40 (0,4%)     |
| Азијати           | 62 (0,6%)     | 90 (0,8%)     |
| Хиспаноамериканци | 516 (4,9%)    | 765 (6,8%)    |
| Укупно            | 10.569        | 11.310        |